# Boží pravice

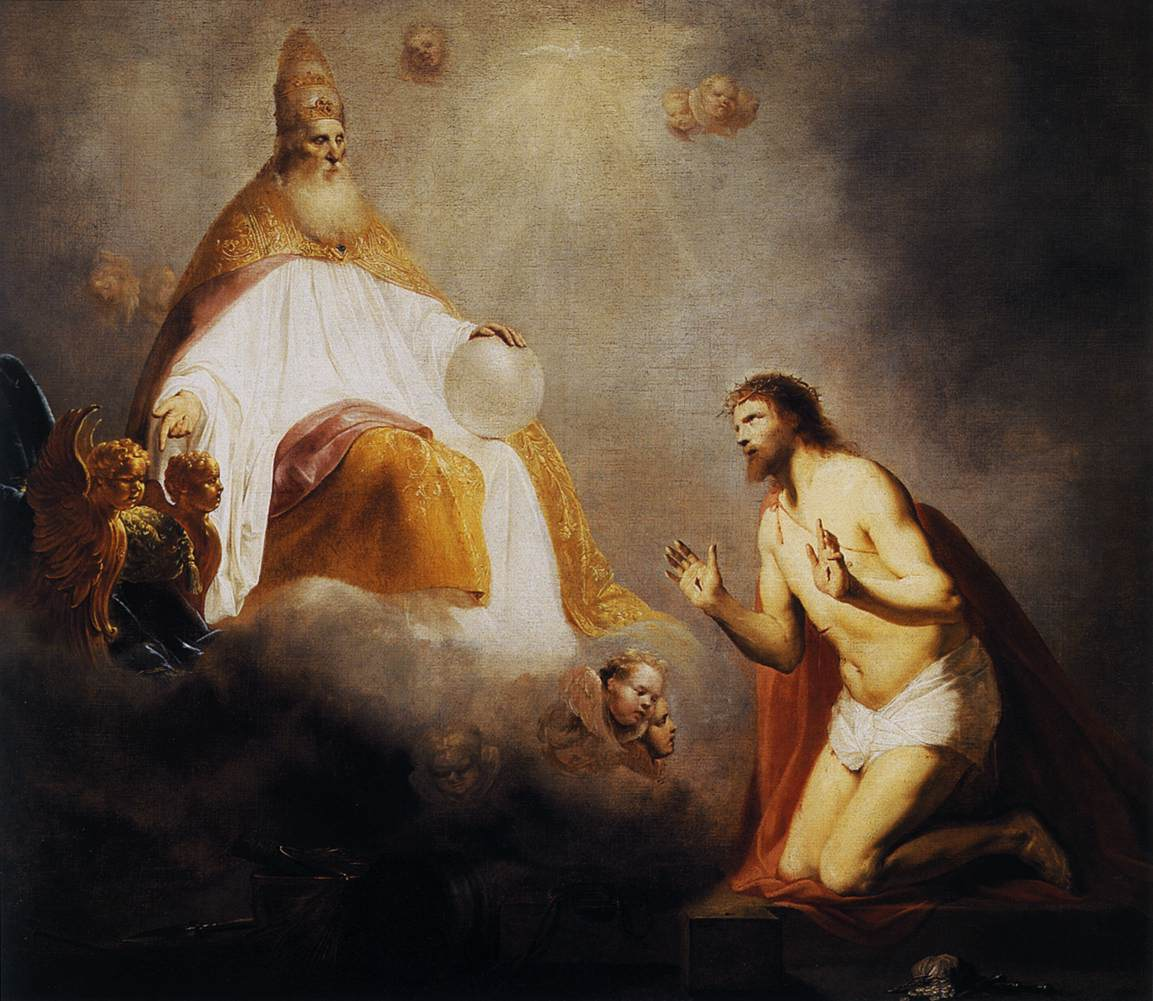
Bůh zve Krista, aby usedl na trůn po jeho pravici (1645), Pieter de Grebber

Boží pravice (latinsky Dextera Domini „pravá ruka Páně“) nebo Boží pravá ruka se v Bibli i v běžné řeči používá jako metafora Boží všemohoucnosti a jako motiv v umění.
V Bibli být po pravici „znamená být označen jako ten, kdo je na zvláštním čestném místě“. V Ježíšově podobenství „O ovcích a kozlech“ jsou ovce a kozli odděleni, přičemž ovce jsou po Boží pravici a kozli po levici.
Je to také místo vedle Boha v nebi, na tradičním čestném místě, které je v Novém zákoně zmíněno jako místo Kristovo v Mk 16, 19 (Kral, ČEP), Lk 22, 69 (Kral, ČEP), Mt 22, 44 (Kral, ČEP), Mt 26, 64 (Kral, ČEP), Sk 2, 34 (Kral, ČEP), Sk 7, 55 (Kral, ČEP), 1Petr 3, 22 (Kral, ČEP) a jinde. Tato užití odrážejí použití tohoto výrazu ve Starém zákoně, například v Žalmech – Ž 63, 8 (Kral, ČEP) a Ž 110, 1 (Kral, ČEP). Důsledky tohoto antropomorfního výrazu podrobně prodiskutovali teologové, včetně svatého Tomáše Akvinského.
V židovském a křesťanském umění, zejména v období pozdní antiky a raného středověku, je Boží ruka, nebo také „pravá ruka Boží“, motiv používaný k označení Božího zásahu nebo souhlasu se záležitostmi na Zemi. Používal se v době, kdy bylo zobrazování Jahveho nebo Boha Otce jako plně lidské postavy považováno za nepřijatelné. 